# Himera (mesto)
Himera (grško: Ἱμέρα) je bilo veliko in pomembno starogrško mesto na severni obali Sicilije ob izlivu istoimenske reke (sodobna Imera Settentrionale) med Panormusom (sodobni Palermo) in Cephaloediumom (sodobni Cefalù) v občini (comune) Termini Imerese.
Mnogo njenih ostankov je mogoče obiskati, na tem mestu pa sta dva muzeja.

## Zgodovina

### Ustanovitev in zgodnja zgodovina
Himera je bila prva grška naselbina na tem delu otoka in je bila strateška postojanka tik pred vzhodno mejo zahodnega sveta, ki ga je nadzorovala Kartagina. Tukidid pravi, da je bilo to edino grško mesto na tej obali Sicilije,  ki pa ga je treba razumeti le s sklicevanjem na neodvisna mesta. Mylae, ki je bilo prav tako na severni obali in je zagotovo grškega izvora, je bila odvisna od Zanclea (sodobna Messina). Vse oblasti se strinjajo, da je bila Himera kolonija Zancle, toda Tukidid nam pove, da so se izseljenci iz Zanclea pomešali s številnimi sirakužanskimi izgnanci, zaradi česar je nastalo mesto s halkidskimi institucijami in dorskim narečjem.
Temelj Himere postavljajo za Mylaejem (kot bi lahko iz njihovih relativnih položajev seveda pričakovali) tako Strabon kot Scymnus iz Hiosa: Tukidid ne omenja njenega datuma, toda Diodor Sicilski nam pove, da je obstajala 240 let v času, ko so jo Kartažani uničili, ki bo prvo naselje naselila leta 648 pr. n. št.
Arheologija kaže, da je bilo mesto okoli 580–560 pred našim štetjem mesto popolnoma obnovljeno, potem ko ga je neznan dogodek uničil. O njegovi zgodnji zgodovini je sicer zelo malo podatkov: nejasno obvestilo pri Aristotelu, iz katerega se zdi, da je nekoč padlo pod oblast tirana Falarisa, ki je bilo edino omenjeno, vse do približno 490 pr. n. št., ko je zagotovil začasno zatočišče Skitu, tiranu Zancleja, po izgonu slednjega iz mesta. Kmalu po tem dogodku je Himera padla pod jarem despota po imenu Teril, ki si je želel utrditi svojo moč s sklenitvijo tesnega zavezništva z Anaksilasom, takratnim vladarjem Rhegiuma (sodobna Reggio Calabria) in Zanclea. Toda Teril se ni mogel upreti moči Terona, despota Agrigentuma (sodobni Agrigento), in ker je bil izgnan iz Himere, se je obrnil na pomoč h Kartažanom, okoliščina, ki je postala neposredna priložnost prve velike odprave na Sicilijo, 480 pr. n. št. 

### Prvi stik s Kartagino
Obseg oborožitve, poslane pod Hamilkarjem, ki naj bi s 300.000 vojaki pristal na Siciliji, dovolj dokazuje, da je bilo osvajanje Himere prej izgovor kot cilj vojne. Verjetno pa je naraščajoča moč Himeri v neposredni bližini kartaških naselij Panormus in Solus že povzročila zaskrbljenost med Kartažani. Zato so bila prva prizadevanja Hamilkarja usmerjena proti Himeri. Theron, ki se je v mesto vrgel z vsemi silami, ki jih je imel na ukaz, je lahko ohranil obrambo do prihoda Gelona iz Sirakuz. Kljub številčni premoči je vojsko Kartažanov premagal s takim pokolom, da so Grki na Siciliji v bitki pri Himeri leta 480 pred našim štetjem veljali za primerljivo s sodobno zmago v bitki pri Salamini. Iz istega občutka je verjetno prišlo do tradicije ali prepričanja, da sta bili obe zmagoslavji doseženi istega dne.

### Po bitki pri Himeri
Ta zmaga je Theronu pustila v nesporni lasti suverenost nad Himero in Agrigentom. Zdi se, da se je osredotočil na Agrigentum, vlado Himere pa je prepustil sinu Trazideju. Toda mladenič se je s svojim nasilnim in zatiralskim vladanjem kmalu odtujil državljanom. Za olajšanje so zaprosili Hierona Sirakuškega, takrat sovražnega  Theronu. Sirakuški despot je izdal njihovo prošnjo Theronu. Maščeval se je nad Himerijci, usmrtil veliko število nezadovoljnih državljanov, druge pa pregnal v izgnanstvo. Kmalu zatem, ko je videl, da je mesto močno trpelo zaradi tega in da je prebivalstvo močno upadlo, si je prizadeval obnoviti blaginjo z ustanovitvijo novega telesa državljanov, ki jih je zbiral iz različnih krajev. Večji del teh novih kolonistov so bili Dorci, in čeprav sta bili dve telesi državljanov združeni v eno in so še naprej živeli skladno skupaj, je v tem obdobju Himera postala dorsko mesto. Himera je sprejela institucije in sledila politiki drugih dorskih držav Sicilije. Zdi se, da je do te poselitve prišlo leta 476 pred našim štetjem, in Himera je bila še naprej podrejena Theronu do njegove smrti, leta 472 pr. n. št. Trazidej je po smrti očeta in njegovem porazu zelo kratek čas obdržal suverenost. Hieron Sirakuški ga je porazil in hitro je sledil njegov izgon iz Agrigenta in Himere. Leta 466 pred našim štetjem najdemo Himerijce, ki jih pošiljajo na pomoč Sirakužanom pri osvobajanju izpod Trazibulovega jarma; in v splošnem reševanju zadev, ki je sledila kmalu zatem, so se izgnanci lahko vrnili v Himero, kjer se je zdelo, da so se tiho naselili skupaj z novimi državljani. Iz tega obdobja nam Diodor izrecno pripoveduje, da je imela Himera srečo, da se je rešila civilnih nesoglasij, in da ji je ta dobra vlada zagotovila ne majhen delež blaginje, ki so jo v naslednjega pol stoletja uživala sicilijanska mesta.
A čeprav so na splošno povedali, da je obdobje, ki je preteklo od te ponovne naselitve Himere do njenega uničenja s strani Kartažanov (461–408 pr. n. št.), bilo obdobje miru in blaginje, se edina obvestila, ki jih v tem mestu najdemo, nanašajo na čas atenske odprave na Sicilijo, 415 pr. n. št. Ob tej priložnosti so Himerejci med prvimi obljubili svojo podporo Sirakuzam: torej, ko se je Nicias pred njihovim pristaniščem predstavil z atensko floto, ga v celoti niso hoteli sprejeti; in kmalu zatem je pri Himeri pristal Gilippus, od koder je odpotoval čez otok do Sirakuz, na čelu sil, sestavljenih iz velikega dela himerejskih državljanov.

### Kartažansko uničenje
Leta 409 pred našim štetjem je blaginja mesta nenadoma končala velika kartažanska odprava na Sicilijo. Navidezni cilj odprave je bila podpora Segesti proti sosedom, Selinuntu. Kartažani pa so imeli večje ambicije. Takoj po uničenju Selinunta je Hanibal Mago, ki je poveljeval odpravi, pohitel proti Himeri. To mesto je bilo slabo pripravljeno za obrambo; njegove utrdbe so bile slabe, toda državljani so se obupano uprli in Kartažanom povzročili hudo izgubo. Sprva jih je podpirala sila približno 4000 mož iz Sirakuz pod poveljstvom Dioklesa, toda general se je bal za varnost samih Sirakuz in zapustil Himero, zaradi česar so se nesrečni državljani enostransko borili proti kartažanski moči. Njihova obramba ni uspela in mesto je kmalu zajela vojska. Velik del državljanov je bil pokončan, Hanibal pa jih je vsaj 3000, ki so bili ujeti, ubil v dar za spomin na svojega dedka Hamilkarja.  Mesto samo je bilo popolnoma uničeno, njegove zgradbe zravnane s tlemi in tudi templjem niso prizanesli.
Diodor, ki govori o popolnem uničenju Himere, nam izrecno pove, da ni bila nikoli obnovljena in da je bila lokacija do njegovih časov nenaseljena. Sprva se zdi v nasprotju s to izjavo, da drugje med izgnane državljane, ki jim je pogodba, sklenjena s Kartagino, leta 405 pred našim štetjem, dovolila vrnitev na svoje domove, vključuje Himerijce, pa tudi Selinuntčane in Agrigentčane, in naseljujejo svoja mesta pod pogojem, da plačajo davek Kartagini in ne obnovijo svojih utrdb. In zdi se jasno, da so mnogi od njih to dovoljenje vsaj izkoristili, saj najdemo Himerejce, ki so bili pozneje omenjeni med državami, ki so se zavzele za Dionizija I. Sirakuškega, na začetku njegove velike vojne s Kartagino leta 397 pr. n. št. čeprav so se v naslednjem letu hitro vrnili v kartažansko zvezo. Razlago te težave poda Cicero, ki nam pove, da so se po uničenju Himere tisti državljani, ki so preživeli hudo vojno, ustalili v Termah, znotraj meja istega ozemlja in nedaleč od starega mesto. Diodor poda nekoliko drugačno poročilo o nastanku Term, ki jih predstavlja, kot so jih ustanovili Kartažani pred koncem vojne leta 407 pr. n. št. Toda verjetno sta obe trditvi v bistvu pravilni in da so Kartažani novo mesto ustanovili v neposredni bližini Himere, da bi preprečili ponovno zasedbo starega mesta; medtem ko so se himerejski izgnanci, ko so se tja vrnili, čeprav so se naselili v novem mestu, seveda imeli za še vedno iste ljudi in bi še naprej nosili ime Himerejci. Kako popolnoma, celo v mnogo poznejšem obdobju, je eno mesto veljalo za predstavnika drugega, je razvidno iz izjave Cicera, da je Scipion Aemilianus po zavzetju Kartagine v Agrigentu in Gelene obnovil kipe, ki so jih odpeljali iz njihovih mest, hkrati pa je občanom Thermae povrnil tiste, ki so jih odvzeli Himeri. Zato ne moremo biti presenečeni, ko ugotovimo, da se o Himerijcih ne govori samo kot o obstoječem ljudstvu, ampak tudi o tem, da se samo ime Himera včasih nehote uporablja kot ime njihovega mesta. Tako nam je leta 314 pr. n. št. Diodor pripovedoval, da je bilo s pogodbo med Agatoklom in Kartažani določeno, da morajo Herakleja, Selin in Himera še naprej podlegati Kartagini, kot so do tedaj. Veliko bolj nenavadno je, da se nam zdi, da se ime Himere znova pojavlja tako pri Meli kot pri Pliniju, čeprav iz ločenih izjav Cicera in Strabona ter Diodorja vemo, da je prenehalo obstajati stoletja prej.

### Ustanovitev term
Novo mesto Thermae ali Therma, imenovano zaradi razlikovanja Thermae Himerenses , ki je tako zavzelo prostor Himera, je svoje ime očitno dobilo po vročih vrelcih, in prvo odkritje je bilo povezano z legendo o potepanju Herkula. Zdi se, da je že zgodaj postalo precej veliko mesto, čeprav je še naprej, z redkimi in kratkimi izjemami, podrejeno Kartagini. V prvi punski vojni se njegovo ime večkrat omenja. Tako se je leta 260 pred našim štetjem v soseski utaborila rimska četa, ko jo je napadel Hamilkar in jo s hudo izgubo porazil. Pred koncem vojne so Terme same oblegali in zavzeli Rimljani. Cicero pripoveduje, da je rimska vlada Thermitanom obnovila njihovo mesto in ozemlje z brezplačno uporabo lastnih zakonov kot nagrado za njihovo stalno zvestobo. Med prvo punsko vojno so bili z Rimom sovražno nastrojeni, zato lahko ti izrazi veljajo le za naslednje obdobje; a priložnost, na katero se nanašajo, ni znana. Zdi se, da so bile v času Cicera Therme cvetoče mesto, ki je veliko trgovalo, čeprav orator govori, da je to oppidum non maximum. Zdi se, da je kolonija postalo v avgustovem času, od koder najdemo omembo v napisih Ordo et Populus splendidissimae Coloniae Augustae Himeraeorum Thermitanorum: in nekaj je dvoma, da se Plinijeve Thermae v resnici nanašajo na to. mesto, čeprav je očitno razumel, da gre za Thermae Selinuntiae (sodobno Sciacca), saj ga postavlja na južno obalo med Agrigentum in Selinunt. V nadaljevanju je malo poročil o Termah; toda, ker ime najdemo pri Ptolemaju in itinerarjih, se zdi, da je obstajalo v celotnem obdobju Rimskega cesarstva in verjetno nikoli ni bilo naseljeno, saj sodobno mesto Termini Imerese ohranja starodavno mesto in ime. O veličastnosti starodavnega mesta in okusu njegovih prebivalcev za spodbujanje umetnosti priča Cicero, ki ga imenuje primis Siciliae clarum et ornatum; in nekaj dokazov o tem je ostalo tudi v dneh tega govornika v kipih, ki so jih ohranili Thermitani, ki jim jih je Scipion po osvojitvi Kartagine vrnil; in ki so bili dragoceni ne le kot relikvije preteklosti, temveč zaradi visokih zaslug kot umetniška dela. Številni primeri kovancev iz Himere pričajo o bogastvu mesta v antiki.

## Najdišče
Natančen položaj Himere je bil do nedavnega predmet sporov. Cluveriusu so v 19. stoletju sledili skoraj vsi pisatelji in ga postavili na zahodni breg reke San Leonardo, ki teče mimo zahodne strani Terminija. Ob tej domnevi so se prebivalci preselili z enega brega reke na drugega, kar bi razložilo besedila, v katerih se zdi, da sta Himera in Terme isto in kjer naj bi reka Himera tekla tudi mimo Term.
Fazello je pravilno identificiral reko Himero z Imero Settentrionale, ustje katere je od Termina oddaljeno 8 milj. Ta razdalja ni bila prevelika, da bi jo lahko uskladili s Cicerovim izrazom, da je bilo novo naselje (Thermae) ustanovljeno non longe ab oppido antique, medtem ko bi dodatek, da je bilo na istem ozemlju , znal pomeniti, da je ni zelo blizu starega mesta.

## Arheologija
Številni deli starodavnega mesta so v zadnjih letih izkopani in jih je mogoče obiskati. Spodnje mesto so glavni vidni ostanki monumentalnega templja Tempio della Vittoria (tempelj zmage), dorska zgradba, zgrajena v spomin na poraz Kartažanov.
Zgornje mesto na vrhu hriba ima ostanke drugih templjev in številnih drugih zgradb.
Na različnih lokacijah po mestu so bile mestne nekropole, številni najdeni predmeti pa so razstavljeni v obeh muzejih.
V Palermovem Museo Archeologico Regionale so tudi impresivni artefakti.

## Pomembni ljudje
Himera naj bi bila rojstno mesto pesnika [fStesihor]]a, v resnici pa se je rodil v mestu Magna Graecian Metauros sodobna Gioia Tauro) leta 630 pr. n. št. V poznejših letih se je preselil v Himero in pisal poezijo, medtem ko je bil prebivalec mesta. Ergotel, čigar zmago na olimpijskih igrah slavi Pindar, je bil državljan Himere, ne pa tudi domačin. Po drugi strani pa je imel Thermae čast biti rojstni kraj tirana Agatokla.